# 16202 Srivastava
16202 Srivastava (2000 CE28) là một tiểu hành tinh vành đai chính được phát hiện ngày 2 tháng 2 năm 2000 bởi Nhóm nghiên cứu tiểu hành tinh gần Trái Đất phòng thí nghiệm Lincoln ở Socorro.